# Teliu
Teliu (węg. Keresztvár) – wieś w Rumunii, w okręgu Braszów, w gminie Teliu. W 2011 roku liczyła 4198 mieszkańców.